# Ad van de Wege
A.M. (Adriaan) van de Wege (Terneuzen, 24 november 1955) is een Nederlands organist.

## Levensloop

### Studie
Van de Wege werd geboren in Zeeuws-Vlaanderen. Al op zeer jonge leeftijd kreeg hij orgelles van zijn vader die ook organist was. Zijn orgelstudie volgde hij aan de muziekacademie te Sint Niklaas (België) bij Michael Pieters. Hier na studeerde hij orgel bij Dirk Verschraegen en Edward De Geest aan het Koninklijk Conservatorium te Gent, waar hij eveneens kamermuziek studeerde bij Marcel Ketels. Hij studeerde kerkmuziek aan het Nederlands Instituut voor Kerkmuziek te Utrecht.(HKU) Tot slot volgde hij interpretatielessen voor orgel en klavecimbel. Zijn docenten waren Ton Koopman, Herman van Vliet en Kristiaan Van Ingelgem. Naast muziek studeerde hij aan de Priester-en Diaken opleidingen Bovendonk te Hoeven en aan Hoger Diocesaan Godsdienst Instituut te Gent (B)

### Loopbaan
Van de Wege werd in 1982 benoemd tot organist van de Johanneskerk in Kruiningen. Al snel hierna volgde zijn benoeming tot de Sint-Henricuskerk in Clinge. Van 2003-2022 was hij organist-titularis verbonden aan de Sint Baafskerk te Aardenburg en vanaf 2007-2020 als organist-titularis van de Sint-Barbarakerk in het Vlaamse Maldegem. Ook was hij muzikaal leider van diverse ensembles onder meer "Barokorkest Amici della musica" in Roosendaal, het concertkoor "Terra Sancta" en het "Zeeuws-Vlaams kamerkoor"en het Herenensemble Maatwerk. Tot op heden leidt hij het internationaal projectkoor "Cappella Musicale" en "Collegium Musicum" in Aardenburg. Van 1990 tot 2021 was hij werkzaam als muziekdocent aan de Aardenburgse Muziekschool. Ad concerteerde op tal van historische orgels: Italië, Zwitserland,Frankrijk, Duitsland, België en Nederland. Sinds 2021 is hij als organist- en koorleider verbonden aan de Schola Gregoriana Dominicana te Knokke en is als muziekdocent betrokken bij de opleiding van jong talent.Als orgeladviseur is hij betrokken bij het behoud van het historisch Nederlands-Vlaams orgelpatrimonium.

## Discografie
- (2014) Cantica Gregoriana
- (2015) Contemplation pour Orgue

## Prijzen en onderscheidingen
- Muziekprijs Stad Sint-Niklaas (1982)
- Onderscheiding voor zijn verdiensten als organist (25 jaar) Bisdom Breda (2007)
- Lid in de Orde van Oranje-Nassau (2021)[1]